# 23067 Ishajain
23067 Ishajain è un asteroide della fascia principale. Scoperto nel 1999, presenta un'orbita caratterizzata da un semiasse maggiore pari a 3,1300753 UA e da un'eccentricità di 0,1125544, inclinata di 0,75350° rispetto all'eclittica.